# Pristimantis galdi
Espèce
Synonymes
- Hylodes galdi (Jimenez de la Espada, 1870)
- Eleutherodactylus galdi (Jimenez de la Espada, 1870)
- Hylodes festae Peracca, 1904
- Eleutherodactylus festae (Peracca, 1904)
- Eleutherodactylus margaritifer Stejneger, 1904
- Hylodes margaritifer (Stejneger, 1904)

Statut de conservation UICN

 LC  : Préoccupation mineure
Pristimantis galdi est une espèce d'amphibiens de la famille des Craugastoridae.

## Répartition
Cette espèce se rencontre entre 1 000 et 1 975 m d'altitude, :
- en Équateur :
  - entre 1 000 et 1 800 m d'altitude sur le versant Est de la cordillère Orientale ;
  - entre 1 700 et 1 975 m d'altitude dans la cordillère de Cutucú ;
  - entre 1 500 et 1 550 m d'altitude dans la cordillère du Condor ;
- au Pérou à environ 1 700 m d'altitude dans la province de Bagua dans la région d'Amazonas et dans la province de Huancabamba dans la région de Piura.

## Publication originale
- Jiménez de la Espada, 1870 : Faunae neotropicalis species quaedam nondum cognitae. Jornal de sciencias mathematicas, physicas e naturaes, Academia Real das Sciencas de Lisboa, vol. 3, p. 57-65 (texte intégral).